# Voznesensk (stad)
Voznesensk (Oekraïens: Вознесенськ) is een stad in de oblast Mykolajiv (Oekraïne) met 34.404 inwoners. Voznesensk werd in 1795 gesticht.

## Geografie
Voznesensk ligt aan de Zuidelijke Boeg. De weg R06 doorkruist Voznesensk. De stad ligt in het westen van oblast Mykolajiv en is de hoofdplaats van het rajon Voznesensk. De dichtstbijzijnde stad is Joezjno-oekrajinsk op zo'n 30 kilometer. Voznesensk ligt verder nabij steden als Nova Odesa (45 km), Mykolajiv (80 km) en Odessa (130 km).

## Geboren
- Boris Gojchman (1919-2006), waterpolospeler